# Elara libri (видавництво)
Elara libri — італійськие видавництво, яке базується в Болоньї, що спеціалізується на публікації та поширенні журналів, збірників і романів зосереджені на науково — фантастичній вигадці. Elara з'явилася в 2007 році після фінансової кризи Perseo, у якої вона придбала редакторські права, весь каталог та стару редакцію.

## Колонки

### Історія наукової фантастики
Ця велика серія присвячена історії наукової фантастики в різних країнах світу, починаючи із США.

### Бібліотека Nova SF *
Серія переплетених томів, що вміщує великі твори міжнародної наукової фантастики: із романами, літературними циклами, особистими та класичними антологіями в суворій літературній версії вона хоче запропонувати вірну і глобальну панораму бродінь, пропозицій, традицій та ідей науки фантастика кожного часу та країни.

### Європейські оповідачі фантастики
Антологічні томи, особисті збірки, особливо важливі романи італійської, європейської та, загалом, неанглоамериканської наукової фантастики.

### Твори Кліффорда Д. Сімака
Серія об’єднує всю роботу Кліффорда Д. Сімака, якого різні критики вважають одним із найбільших авторів літературної наукової фантастики завдяки критичній презентації всіх його романів та збірці його оповідань у різних хронологічно упорядкованих обсягів.

### Nova SF*
Журнал у книжковому форматі, який переважно публікує «класичні» англосаксонські науково-фантастичні оповідання та романи. Заснований у липні 1967 року, це найстаріший італійський науково-фантастичний журнал, який досі існує.

### Futuro Europa
Перше і єдине періодичне видання, присвячене неанглоамериканській науковій фантастиці. Насправді в ньому розміщені твори не англосаксонських авторів, особливо італійців.

### Науково-фантастичні нариси
Кожен том містить твір наукової літератури: енциклопедії, біографії, історії, аналіз найважливіших моментів руху, що називається «науковою фантастикою» в літературі, кіно та мистецтві.

### Oltre il Cielo
Серія, присвячена науці.